# Потіца
Потіца (словен. Potica; словен. slovenska potica) — одна з традиційних страв словенської кухні; вид загорнутого дріжджового пирога у формі кільця з солоною або солодкою начинкою (зазвичай складається з волоських горіхів, родзинок або естрагону), випіканого в характерній круглій формі (потічник) .
Подібна страва під назвою Putize / Potize також відома в Австрії. З 2021 року назва Slovenska potica зареєстрована в Європейському Союзі як гарантована традиційна фірмова страва.

## Етимологія
Назва пирога, potica, яка була загальновживаною з початку XVIII століття, а також її раніше записані форми — povitica, povtica і potvica  — походять від дієслова poviti, що означає словенською «сповити», «загортати», що відноситься до способу приготування пирогів. Термін словенська потіца (slovenska potica) походить з другої половини XIX століття.

## Характеристика

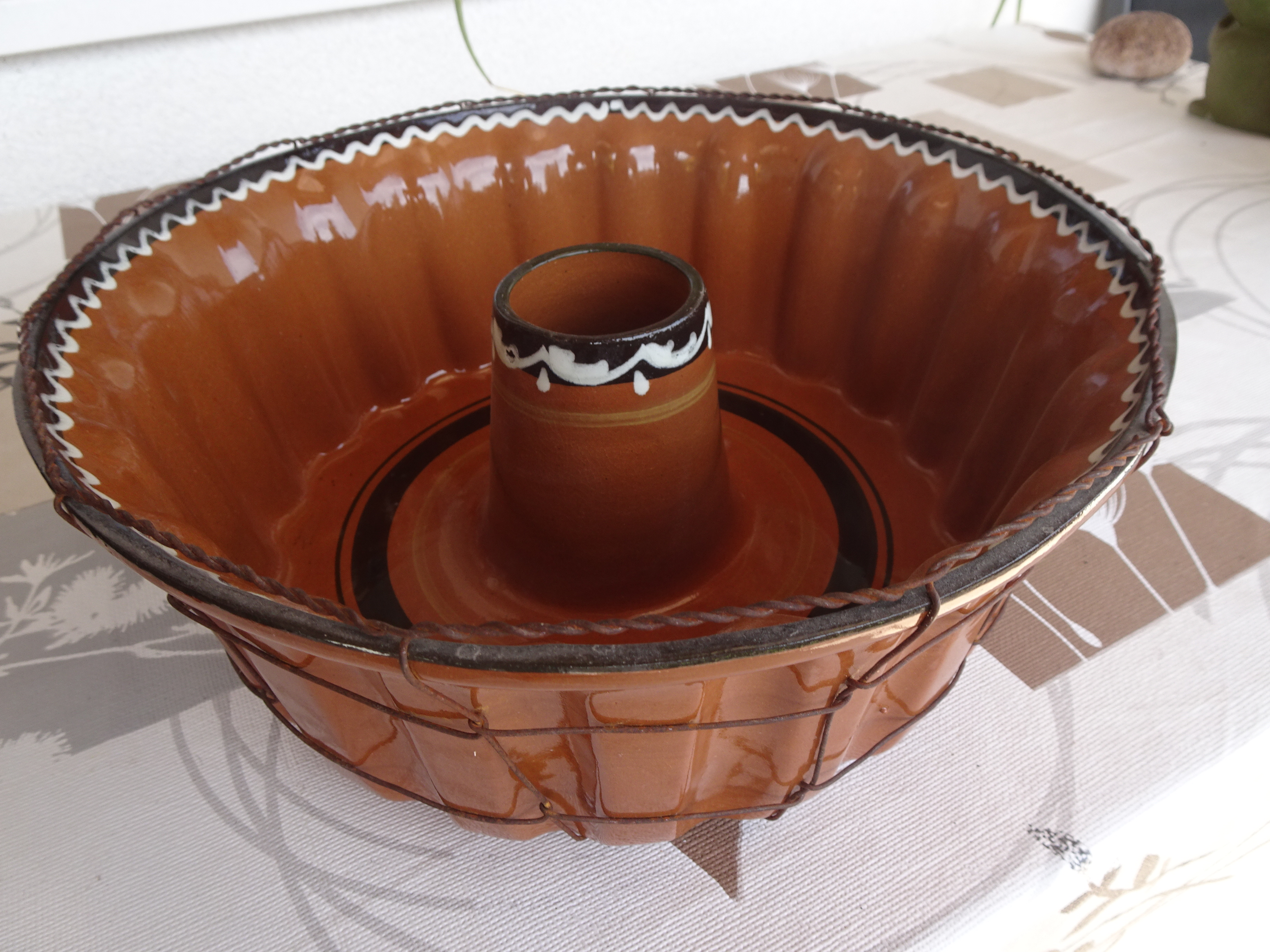
Потічник — посудина для випікання словенської потиці

Традиційна, захищена законом словенська потіца, — це загорнуте дріжджове тісто, яке випікають у круглому посуді, який називається потічник, виготовленому з глини, порцеляни або металу, діаметром не менше 14 см, з плоским дном і гладкими або рифленими краями та рукавом, що звужується до верху в центральній частині. Тісто прослоюють солодкою або солоною начинкою, яких буває п'ять видів:
- з родзинками,
- з волоськими горіхами,
- з волоськими горіхами та родзинками,
- з естрагоном,
- з естрагоном, сиром і вершками.

Версія з естрагоновою начинкою вважається найбільш характерною для словенської потіци, тоді як одним із найдавніших відомих видів цього пирога є потіца з медовою начинкою (не зареєстрована як гарантована традиційна фірмова страва).
Словенська потіца відома по всій Словенії, де її подають під час сімейних свят, Різдва та Великодня. Страва також популярна серед словенської діаспори, наприклад, у США та Канаді. 

## Історія
Найдавніші згадки про пиріг povitica походять із творів Пріможа Трубара, автора перших книг, опублікованих словенською мовою, виданих у 1575 та 1577 роках. У книзі Янеза Вайкарда Вальвасора «Пишність герцогства Карніольського », опублікованій у 1689 році, міститься найстаріший, але відмінний від сучасного, рецепт потіци, яка вважається традиційною різдвяною стравою . У 1799 році була опублікована перша словенськомовна кулінарна книга, в якій термін potica використовувався для позначення характерного способу формування циліндра з тіста. У наступні десятиліття, коли були опубліковані нові книги про словенську кухню (включаючи Andreja Zamejica, Magdalena Pleiweis або Felicita Kalinšek), а також у період після Першої світової війни кількість рецептів пиріг для потиці систематично зросла до понад 105 відомих на даний момент видів, залежно від використовуваної начинки.
У квітні 2021 року словенську потицю було зареєстровано в Європейському Союзі як гарантовану традиційну страву (клас 2.27. Хліб, торти, печиво, кондитерські вироби, бісквіти та інші хлібобулочні вироби).

## Галерея

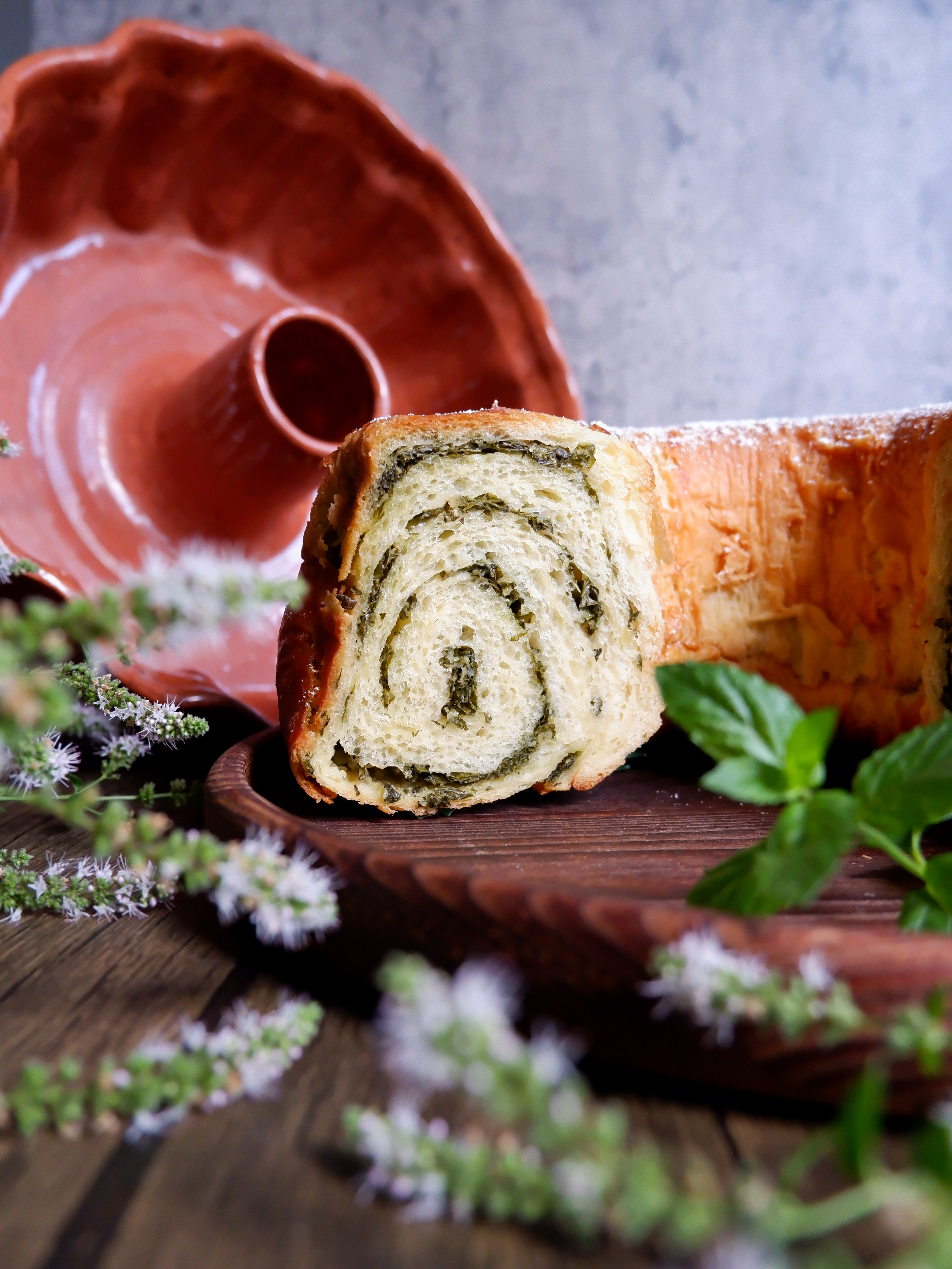
Потіца у версії з начинкою м'ятною, позаду зліва потічнік (potičnik)
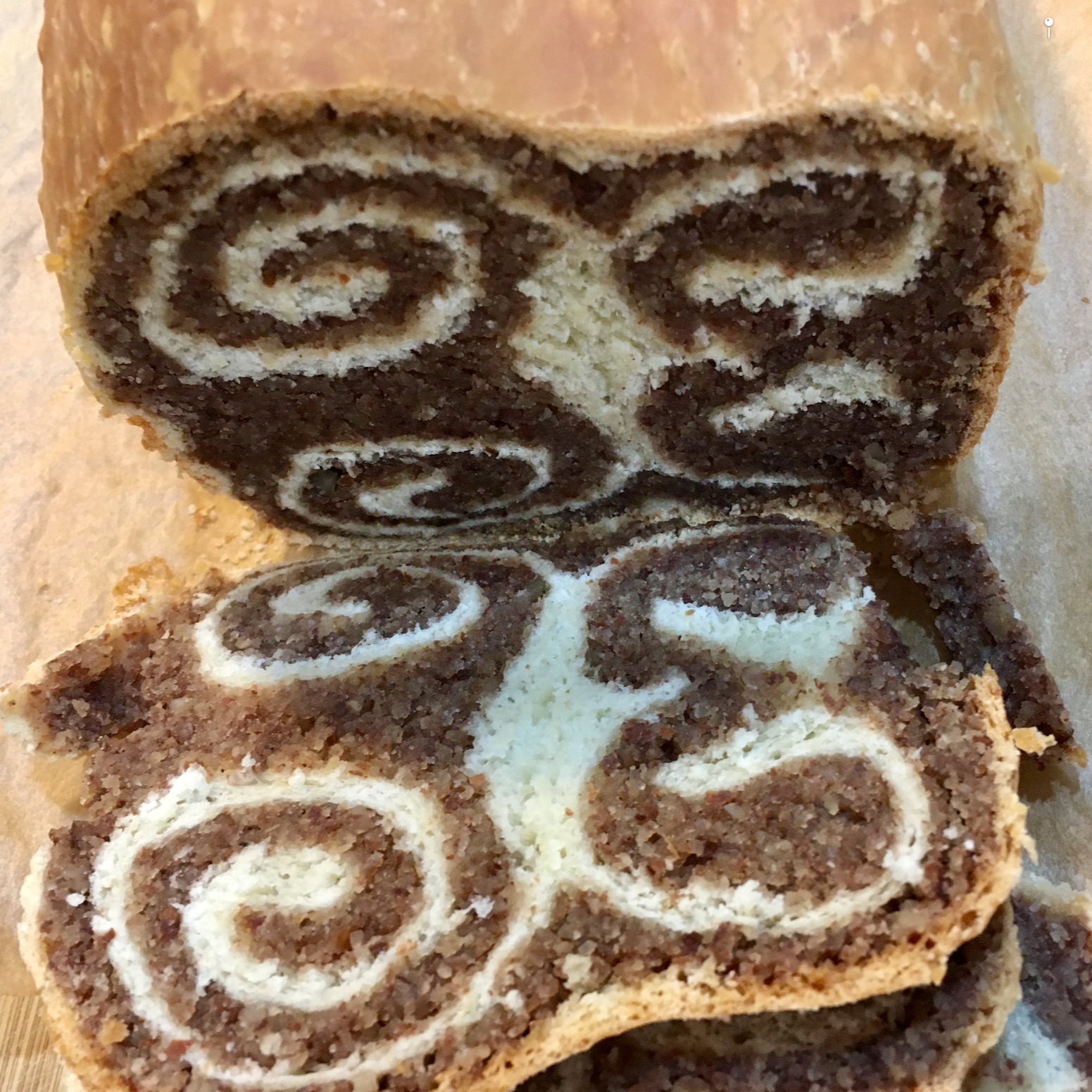
Потіца з начинкою горіхово-цинамоновою
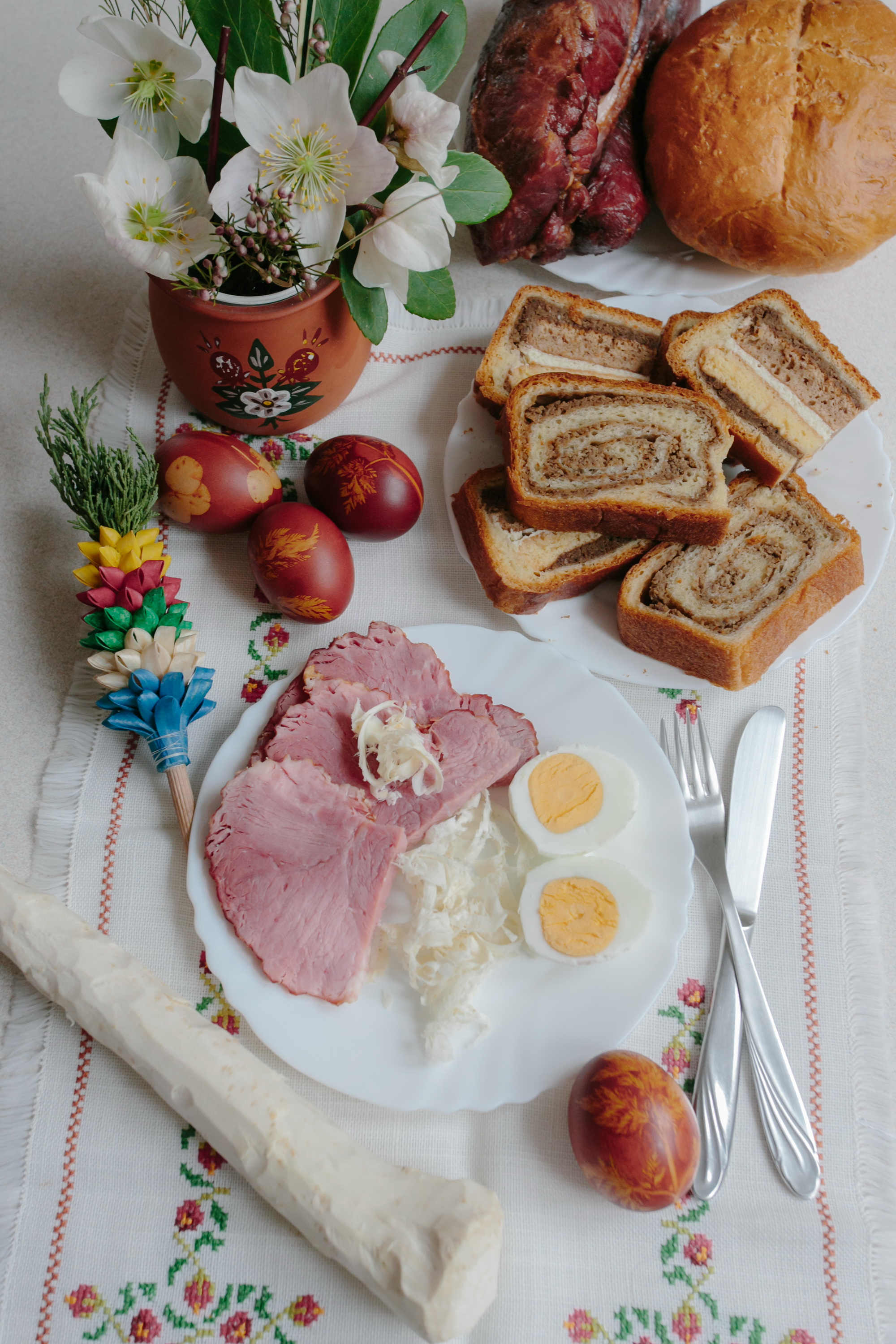
Потіца як елемент великоднього сніданку